# Euzomodendron
Euzomodendron és un gènere de plantes endèmic de la regió mediterrània que té dues espècies i pertany a la família Brassicaceae.

## Algunes espècies
| - Euzomodendron bourgeanum - Euzomodendron longirostre |